# سفر اس ای اندره به قطب شمال با بالون

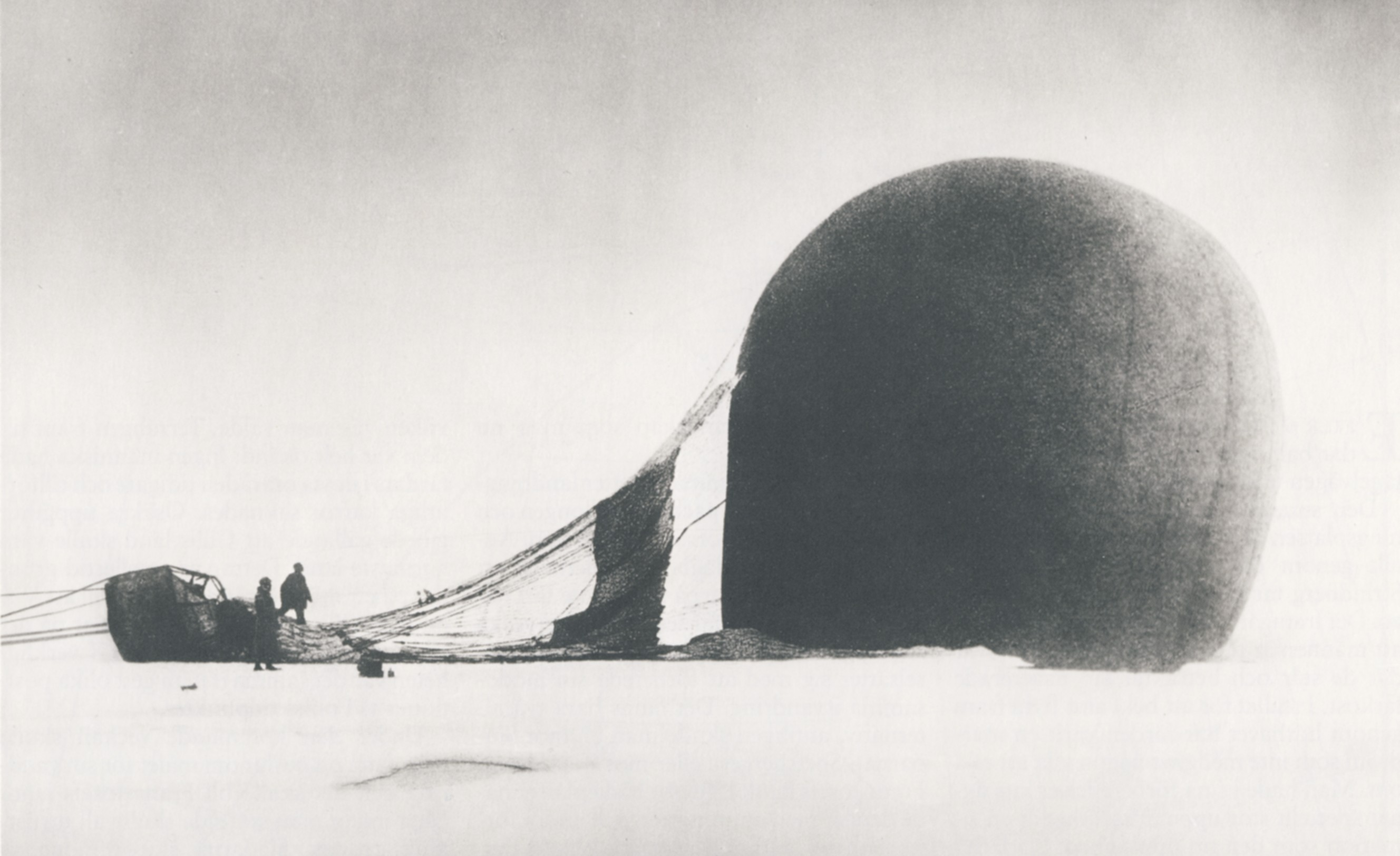
عکس یکی از اعضای گروه اکتشاف نافرجام از بالون گروه

سفر اس ای اندره به قطب شمال با بالون سفری نا فرجام برای اکتشاف قطب شمال بود که در سال ۱۸۹۷ آغاز شد. اعضای گروه در قطب جان باختند اما در سال ۱۹۳۰ بقایای عکس ها و دست نوشته هایشان بدست آمد.
فیلم پرواز عقاب ۱۹۸۲ بر اساس همین ماجرا ساخته شده است .